# Avowed
Avowed é um jogo eletrônico de RPG de Ação em primeira pessoa desenvolvido pela Obsidian Entertainment e publicado pela Xbox Game Studios. O título foi lançado em 18 de fevereiro de 2025 para o Xbox Series X/S e Microsoft Windows  diretamente no serviço Xbox Game Pass.
É o segundo jogo exclusivo nas plataformas Xbox desenvolvido pela Obsidian Entertainment desde que a empresa foi adquirida pela Xbox Game Studios em novembro de 2018.

## Desenvolvimento
O jogo foi anunciado oficialmente durante o Xbox Games Showcase realizado em 23 de julho de 2020 pela Microsoft. Segundo Matt Booty, chefe da Xbox Game Studios, este é o jogo de maior orçamento já criado pela Obsidian Entertainment, e foi o motivo principal pelo qual eles se juntaram a família Xbox.
Avowed foi desenvolvido como um RPG de ação em primeira pessoa com elementos de fantasia situado em um mundo medieval. O principal aspecto e semelhança usada pelo estúdio como inspiração para o jogo foi The Elder Scrolls V: Skyrim, da Bethesda.

## Lançamento
Em Julho de 2020, Awoved se encontrava em estágios iniciais de desenvolvimento em seu anúncio. A empresa buscava focar totalmente no projeto após lançar os conteúdos adicionais de The Outer Worlds planejados após seu lançamento em Outubro de 2019.
Ele foi desenvolvido exclusivamente para as plataformas do ecossistema do Xbox que são os Xbox Series X/S, Xbox Cloud Gaming e Microsoft Windows. O jogo também estará disponível no seu lançamento no serviço de assinatura do Xbox, o Xbox Game Pass.

## Recepção
Avowed recebeu críticas "geralmente favoráveis" dos críticos, de acordo com o site agregador de críticas, Metacritic. Os críticos elogiaram a mecânica de combate avançada e o número de escolhas únicas do jogador, mas criticaram a narrativa principal e os sistemas de escala de equipamentos/armas.

## Ligações Externas
- Site oficial de Avowed